# Royal Rumble
Royal Rumble (La Batalla Real en español) es un evento pago por visión de lucha libre profesional producido como por la promoción estadounidense WWE. El evento lleva su nombre del Royal Rumble match, una lucha estilo Battle royal cuyos participantes entran en intervalos cronometrados. El evento es uno de los cuatro eventos más importantes de WWE después de WrestleMania, SummerSlam y Survivor Series, y a partir de octubre de 2021, es uno de los cinco mayores eventos del año de la compañía, junto con Money in the Bank, además del primero del año. Se realiza a fines de enero, la semana anterior al Super Bowl,y aunque su edición de 2025 se anunció para inicios de febrero, se realizó el último fin de semana de enero. 

## Royal Rumble Match
El primer Royal Rumble tuvo lugar el 24 de enero de 1988 en Hamilton, Ontario. Jim Duggan siendo el primer ganador, y el primer pay-per-view Royal Rumble ocurrió un año después. Pat Patterson recibió los créditos por inventar este tipo de pelea.
El ganador del Royal Rumble será el último luchador que quede en el ring después de que todos los luchadores hayan entrado en determinados intervalos de tiempo según la edición (puede ser entre 90 segundos o cada dos minutos) y hayan sido eliminados. Un luchador es eliminado cuando abandona el ring por encima de la cuerda superior, y entonces toca el suelo con ambos pies (aunque esta última especificación no fue definida en el Royal Rumble 1995, cuando la estipulación de «ambos pies» jugó un papel crucial en los últimos momentos del encuentro). Salir entre la segunda y la tercera cuerda o bajo la última cuerda no es una eliminación válida. Un árbitro debe ser testigo de una eliminación para que esta sea válida (en el Royal Rumble 2000, X-Pac fue eliminado por The Rock pero no fue visto por ningún árbitro. X-Pac regresó al ring y continuó hasta que fue oficialmente eliminado por Big Show).
Una eliminación puede ocurrir cuando un luchador es lanzado por encima de la cuerda superior por un oponente que no compite, o por uno que ha sido previamente eliminado, o cuando el participante salta por encima de la cuerda superior deliberadamente, fuera del ring. En otras palabras, si un luchador sale por encima de la cuerda superior, pase lo que pase, ese luchador está eliminado. Otros luchadores pueden ser de hecho eliminados debido a una interferencia que impida al luchador subir al ring (por ejemplo, Spike Dudley en el Royal Rumble 2004, Owen Hart en el Royal Rumble 1995, Scotty 2 Hotty en el Royal Rumble 2005 y Curtis Axel en el Royal Rumble 2015).
Originalmente la lucha consistía de 20 hombres en 1988. A partir del año siguiente, 1989, fueron 30 hombres. En 2011 se agregaron otros 10 participantes dando un total de 40 participantes, sin embargo en 2012 la lucha volvió a consistir de 30 hombres y en 2018 se agregaron otros 20 participantes en un Royal Rumble especial en Arabia Saudita. También en 2018 se creó un Royal Rumble femenino de 30 participantes. También en un Smackdown del año 2004 se hizo un pequeño Royal Rumble de tan sólo 15 participantes.

### Recompensas por ganar

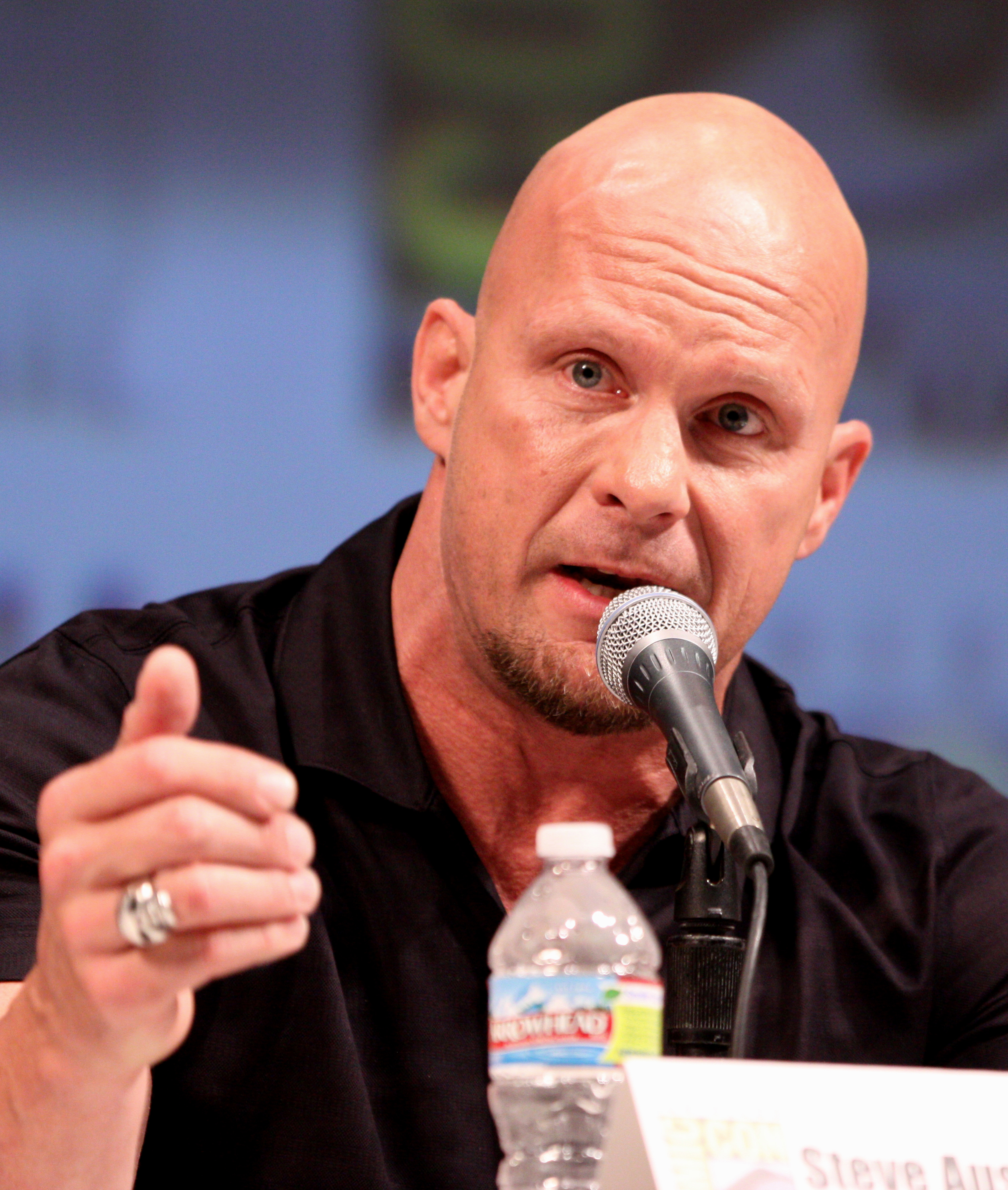
Steve Austin ha sido el único luchador en ganar 3 veces el Royal Rumble Match (1997, 1998 y 2001)

Desde 1991 en el evento oficialmente se le ha dado al ganador la posibilidad para desafiar al Campeón de WWE en WrestleMania. Bajo este formato, Hulk Hogan fue el primero en ganar el Rumble ese año, retó y derrotó al Sgt. Slaughter. La estipulación fue reemplazada temporalmente en Royal Rumble 1992, cuando el Royal Rumble decidiría quién ganaría el entonces vacante Campeonato de WWF. Ric Flair ganó la lucha. Luego de la excepción, la estipulación continuó en el evento de Royal Rumble 1993 hasta el Royal Rumble 2015, puesto que el Royal Rumble 2016 se hizo la excepción en donde el entonces Campeón Mundial Peso Pesado de WWE Roman Reigns, defendió el título en la lucha. En consecuencia ese año el Royal Rumble al ganador se le otorgó el cinturón de campeón y el pasaje a WrestleMania.
Con la introducción de la extensión de marcas y la salida de Brock Lesnar, entonces Campeón Indiscutible de WWE a SmackDown! y la creación del Campeonato Mundial Peso Pesado en Raw en 2002, la posibilidad de enfrentar al poseedor de este último campeonato o al Campeón de WWE en WrestleMania estaban como recompensa desde 2003. Desde que renació el Campeonato de ECW como un campeonato perteneciente a WWE a mediados de 2006, desde 2007 hasta 2010, se añadió este campeonato como opción para quien ganara, aunque nunca fue seleccionado cuando estuvo el título activo.
Esta lucha por el campeonato es generalmente el evento principal en WrestleMania de acuerdo con lo estipulado en WWE que dice «El ganador del Royal Rumble obtiene un ticket de primera clase a WrestleMania». En algunos casos, esto puede ser parte de la estipulación de una lucha entre el Rumble y WrestleMania, donde el ganador puede perder su espacio en WrestleMania perdiendo otra lucha.

### 2002-2013: Extensión de marcas
Con la extensión de marcas en mediados de 2002, las 30 entradas desde 2003 hasta 2006 consistieron en: 15 luchadores de RAW y 15 de SmackDown!. Esto lo convirtió, en uno de los pocos eventos PPV con competiciones entre bandos. La declaración oficial del primer evento de extensión post-bando en 2003, fue que el ganador del Rumble lucharía contra el campeón de su bando en WrestleMania, pero comenzando en 2004, donde el retador tendría la opción de elegir el campeón que quisiera.
El Royal Rumble de 2007 marcó la primera vez que los luchadores de ECW luchaban en el Rumble junto a RAW y SmackDown!, siendo entonces el Campeonato de la ECW un título elegible. Con esta adición, el número de luchadores de cada bando variaba según la edición. Esto duró hasta el Royal Rumble 2010 cuando ECW desapareció el 23 de febrero de 2010 de por vida.

### Unificación del título
En diciembre de 2013, los títulos mundiales se unificaron, convirtiéndose en el Campeonato Mundial Peso Pesado de WWE, por lo que el ganador del Royal Rumble volvió a tener acceso de opción a un solo título.

### 2016-presente: Segunda extensión de marcas
En julio de 2016 las marcas se volvieron a independizar; y SmackDown se llevó el Campeonato de WWE gracias a Dean Ambrose, por lo que Raw tuvo que crear otro título mundial, llamado Campeonato Universal de WWE. Por lo cual el ganador del Rumble puede volver a optar por dos títulos mundiales.

### Royal Rumble femenino
Desde su primera versión en 2018, el Royal Rumble de mujeres se rige bajo el mismo sistema que el de hombres. En cuanto a la recompensa para la ganadora, está el ganar una lucha titular frente a la Campeona Femenina de Raw o la Campeona Femenina de SmackDown en WrestleMania. En 2020 se incluyó a la Campeona Femenina de NXT a esta opción y desde 2025 se optará por los renovados campeonatos femeninos, el WWE Women's World Championship y el WWE Women's Championship.

## Ganadores
Royal Rumble Masculinos
| #  | Evento                    | Fecha                 | Ciudad                           | Coliseo/Arena                      | Ganador                 | N.º de Entrada |
| -- | ------------------------- | --------------------- | -------------------------------- | ---------------------------------- | ----------------------- | -------------- |
| 1  | Royal Rumble (1988)       | 24 de enero de 1988   | Hamilton, Ontario, Canadá        | Copps Coliseum                     | Jim Duggan              | 13             |
| 2  | Royal Rumble (1989)       | 15 de enero de 1989   | Houston, Texas                   | The Summit                         | Big John Studd          | 27             |
| 3  | Royal Rumble (1990)       | 21 de enero de 1990   | Orlando, Florida                 | Orlando Arena                      | Hulk Hogan              | 25             |
| 4  | Royal Rumble (1991)       | 19 de enero de 1991   | Miami, Florida                   | Miami Arena                        | Hulk Hogan              | 24             |
| 5  | Royal Rumble (1992)       | 19 de enero de 1992   | Albany, Nueva York               | Knickerbocker Arena                | Ric Flair               | 3              |
| 6  | Royal Rumble (1993)       | 24 de enero de 1993   | Sacramento, California           | ARCO Arena                         | Yokozuna                | 27             |
| 7  | Royal Rumble (1994)       | 22 de enero de 1994   | Providence, Rhode Island         | Providence Civic Center            | Bret Hart               | 27             |
| 7  | Royal Rumble (1994)       | 22 de enero de 1994   | Providence, Rhode Island         | Providence Civic Center            | Lex Luger               | 23             |
| 8  | Royal Rumble (1995)       | 22 de enero de 1995   | Tampa, Florida                   | USF Sun Dome                       | Shawn Michaels          | 1              |
| 9  | Royal Rumble (1996)       | 21 de enero de 1996   | Fresno, California               | Selland Arena                      | Shawn Michaels          | 18             |
| 10 | Royal Rumble (1997)       | 19 de enero de 1997   | San Antonio, Texas               | Alamodome                          | Stone Cold Steve Austin | 5              |
| 11 | Royal Rumble (1998)       | 18 de enero de 1998   | San Jose, California             | San Jose Arena                     | Stone Cold Steve Austin | 24             |
| 12 | Royal Rumble (1999)       | 24 de enero de 1999   | Anaheim, California              | Arrowhead Pond of Anaheim          | Vince McMahon           | 2              |
| 13 | Royal Rumble (2000)       | 23 de enero de 2000   | Ciudad de Nueva York, Nueva York | Madison Square Garden              | The Rock                | 24             |
| 14 | Royal Rumble (2001)       | 21 de enero de 2001   | Nueva Orleans, Luisiana          | New Orleans Arena                  | Stone Cold Steve Austin | 27             |
| 15 | Royal Rumble (2002)       | 20 de enero de 2002   | Atlanta, Georgia                 | Philips Arena                      | Triple H                | 22             |
| 16 | Royal Rumble (2003)       | 19 de enero de 2003   | Boston, Massachusetts            | FleetCenter                        | Brock Lesnar            | 29             |
| 17 | Royal Rumble (2004)       | 25 de enero de 2004   | Filadelfia, Pensilvania          | Wachovia Center                    | Chris Benoit            | 1              |
| 18 | Royal Rumble (2005)       | 30 de enero de 2005   | Fresno, California               | Save Mart Center                   | Batista                 | 28             |
| 19 | Royal Rumble (2006)       | 29 de enero de 2006   | Miami, Florida                   | American Airlines Arena            | Rey Mysterio            | 2              |
| 20 | Royal Rumble (2007)       | 28 de enero de 2007   | San Antonio, Texas               | AT&T Center                        | The Undertaker          | 30             |
| 21 | Royal Rumble (2008)       | 27 de enero de 2008   | Ciudad de Nueva York, Nueva York | Madison Square Garden              | John Cena               | 30             |
| 22 | Royal Rumble (2009)       | 25 de enero de 2009   | Detroit, Míchigan                | Joe Louis Arena                    | Randy Orton             | 8              |
| 23 | Royal Rumble (2010)       | 31 de enero de 2010   | Atlanta, Georgia                 | Philips Arena                      | Edge                    | 29             |
| 24 | Royal Rumble (2011)       | 30 de enero de 2011   | Boston, Massachusetts            | TD Garden                          | Alberto del Río         | 38             |
| 25 | Royal Rumble (2012)       | 29 de enero de 2012   | San Luis, Misuri                 | Scottrade Center                   | Sheamus                 | 22             |
| 26 | Royal Rumble (2013)       | 27 de enero de 2013   | Phoenix, Arizona                 | US Airways Center                  | John Cena               | 19             |
| 27 | Royal Rumble (2014)       | 26 de enero de 2014   | Pittsburgh, Pensilvania          | Consol Energy Center               | Batista                 | 28             |
| 28 | Royal Rumble (2015)       | 25 de enero de 2015   | Filadelfia, Pensilvania          | Wells Fargo Center                 | Roman Reigns            | 19             |
| 29 | Royal Rumble (2016)       | 24 de enero de 2016   | Orlando, Florida                 | Amway Center                       | Triple H                | 30             |
| 30 | Royal Rumble (2017)       | 29 de enero de 2017   | San Antonio, Texas               | Alamodome                          | Randy Orton             | 23             |
| 31 | Royal Rumble (2018)       | 28 de enero de 2018   | Filadelfia, Pensilvania          | Wells Fargo Center                 | Shinsuke Nakamura       | 14             |
| 31 | WWE Greatest Royal Rumble | 27 de abril de 2018   | Yeda, Arabia Saudita             | King Abdullah Sports City Stadium  | Braun Strowman          | 41             |
| 32 | Royal Rumble (2019)       | 27 de enero de 2019   | Phoenix, Arizona                 | Chase Field                        | Seth Rollins            | 10             |
| 33 | Royal Rumble (2020)       | 26 de enero de 2020   | Houston, Texas                   | Minute Maid Park                   | Drew McIntyre           | 16             |
| 34 | Royal Rumble (2021)       | 31 de enero de 2021   | St. Petersburg, Florida          | WWE ThunderDome at Tropicana Field | Edge                    | 1              |
| 35 | Royal Rumble (2022)       | 29 de enero de 2022   | San Luis, Misuri                 | The Dome at America's Center       | Brock Lesnar            | 30             |
| 36 | Royal Rumble (2023)       | 28 de enero de 2023   | San Antonio, Texas               | Alamodome                          | Cody Rhodes             | 30             |
| 37 | Royal Rumble (2024)       | 27 de enero de 2024   | Tampa, Florida                   | Tropicana Field                    | Cody Rhodes             | 15             |
| 38 | Royal Rumble (2025)       | 1 de febrero del 2025 | Indianápolis, Indiana            | Lucas Oil Stadium                  | Jey Uso                 | 20             |

Royal Rumble Femeninos
| # | Evento              | Fecha                 | Ciudad                  | Coliseo/Arena                      | Ganadora        | N.º de Entrada |
| - | ------------------- | --------------------- | ----------------------- | ---------------------------------- | --------------- | -------------- |
| 1 | Royal Rumble (2018) | 28 de enero de 2018   | Filadelfia, Pensilvania | Wells Fargo Center                 | Asuka           | 25             |
| 2 | Royal Rumble (2019) | 27 de enero de 2019   | Phoenix, Arizona        | Chase Field                        | Becky Lynch     | 28             |
| 3 | Royal Rumble (2020) | 26 de enero de 2020   | Houston, Texas          | Minute Maid Park                   | Charlotte Flair | 17             |
| 4 | Royal Rumble (2021) | 31 de enero de 2021   | St. Petersburg, Florida | WWE ThunderDome at Tropicana Field | Bianca Belair   | 3              |
| 5 | Royal Rumble (2022) | 29 de enero de 2022   | San Luis, Misuri        | The Dome at America's Center       | Ronda Rousey    | 28             |
| 6 | Royal Rumble (2023) | 28 de enero de 2023   | San Antonio, Texas      | Alamodome                          | Rhea Ripley     | 1              |
| 7 | Royal Rumble (2024) | 27 de enero de 2024   | Tampa, Florida          | Tropicana Field                    | Bayley          | 3              |
| 8 | Royal Rumble (2025) | 1 de febrero del 2025 | Indianápolis, Indiana   | Lucas Oil Stadium                  | Charlotte Flair | 27             |

## Resultados de los ganadores de Royal Rumble en WrestleMania

### Récord
| Campeonato                                                | Victorias | Derrotas |
| --------------------------------------------------------- | --------- | -------- |
| WWF/WWE Championship                                      | 10        | 9        |
| World Heavyweight Championship                            | 5         | 2        |
| SmackDown Women's Championship/Women's World Championship | 3         | 2        |
| WWE Universal Championship                                | 1         | 3        |
| Raw Women's Championship/WWE Women's Championship         | 1         | 0        |
| NXT Women's Championship                                  | 1         | 0        |
| Total                                                     | 21        | 16       |

### Récord masculino en WrestleMania
| N.º | Ganadora          | Evento               | Año  | Lucha por el Campeonato |
| --- | ----------------- | -------------------- | ---- | --- |
| 1   | Yokozuna          | WrestleMania IX      | 1993 | Ver listaYokozuna derrotó a Bret Hart por el Campeonato de WWF, pero perdió el título esa misma noche en una lucha ante Hulk Hogan. |
| 2   | Lex Luger         | WrestleMania X       | 1994 | Ver listaLuger perdió ante Yokozuna por descalificación por el Campeonato de WWF. |
| 3   | Bret Hart         | WrestleMania X       | 1994 | Ver listaHart derrotó a Yokozuna por el Campeonato de WWF. |
| 4   | Shawn Michaels    | WrestleMania XI      | 1995 | Ver listaShawn Michaels ganó ante The British Bulldog ganando así finalmente la lucha y el Royal Rumble. °Michaels se convirtió en el primer luchador en ganar el Royal Rumble entrando en primera posición. °En un principio se creyó que The British Bulldog derrotó a Shawn Michaels y que ganó la lucha, pero debido a que Shawn Michaels tocó el suelo con sólo uno de sus pies, entonces este pudo volver al ring a tiempo y eliminarlo mientras él celebraba su falsa victoria e inesperadamente fue sorprendido por Michaels y derrotado tras ser sacado del ring. °Michaels cayó derrotado ante Diesel por el Campeonato de la WWF. |
| 5   | Shawn Michaels    | WrestleMania XII     | 1996 | Ver listaMichaels derrotó a Bret Hart en un 60-minute Iron Man match (1:02:52 de sobretiempo) por el Campeonato de WWF. |
| 6   | Steve Austin      | WrestleMania 13      | 1997 | Ver listaEn Raw la noche siguiente de Royal Rumble, el presidente Gorilla Monsoon de la WWF declaró que Austin no recibiría la oportunidad por el título puesto que había sido eliminado durante la lucha, y que volvió a entrar sin ser visto por los árbitros. Se declaró una eliminatoria en In Your House: Final Four entre Austin, Hart, Vader y The Undertaker. El ganador recibiría una oportunidad por el título en WrestleMania por el Campeonato de la WWF de Michaels, pero tres días antes del evento Michaels se lesionó la rodilla por lo que quedó vacante, así la lucha sería por el título vacante la cual ganó Hart. En WrestleMania The Undertaker derrotó a Sycho Sid ganando el WWF Championship, quien le había quitado el título a Hart unas semanas antes, mientras que Austin y Hart se enfrentaron en un single match. |
| 7   | Steve Austin      | WrestleMania XIV     | 1998 | Ver listaAustin derrotó a Shawn Michaels por el Campeonato de WWF. |
| 8   | Mr. McMahon       | WrestleMania XV      | 1999 | Ver listaEn Raw la noche siguiente de Royal Rumble, Vince McMahon anunció que renunciaría a todos sus derechos como retador al campeonato mundial en WrestleMania al entonces campeón The Rock. Luego del anuncio, el comisionero de la WWF Shawn Michaels invocó que si el ganador de un Royal Rumble está incapacitado de competir o ante cualquier otra circunstancia no poder enfrentar al campeón en Wrestlemania, entonces el finalista (Steve Austin) recibirá todos los derechos y privilegios que recibe un ganador. Austin entonces se enfrentó a McMahon en un steel cage match en St. Valentine's Day Massacre: In Your House con la estipulación de que si McMahon llegara a ganar, Austin nunca más volvería a luchar por un título, McMahon aceptó la propuesta. Austin ganó al escapar de la jaula, donde Paul Wight lanzó a Austin a una pared de la jaula la que se rompió, colgando de la puerta y dejándose caer ganando la lucha. Austin fue a Wrestlemania y derrotó a The Rock por el Campeonato de WWF. |
| 9   | The Rock          | WrestleMania 2000    | 2000 | Ver listaUn video mostró el pie de The Rock tocando el piso antes que el de Big Show. Luego de muchos intentos fallidos de nombrar al contendiente oficial, The Rock y el Big Show fueron añadidos junto a Mick Foley para retar al campeón Triple H. Triple H defendió exitosamente su Campeonato de WWF en un Fatal 4-Way Elimination Match. |
| 10  | Steve Austin      | WrestleMania X-Seven | 2001 | Ver listaAustin derrotó a The Rock en un No disqualification match por el Campeonato de WWF. |
| 11  | Triple H          | WrestleMania X8      | 2002 | Ver listaTriple H derrotó a Chris Jericho por el Campeonato Indiscutible de WWE. |
| 12  | Brock Lesnar      | WrestleMania XIX     | 2003 | Ver listaLesnar derrotó a Kurt Angle por el Campeonato de WWE. |
| 13  | Chris Benoit      | WrestleMania XX      | 2004 | Ver listaBenoit derrotó a Triple H (c) y Shawn Michaels en un Triple Threat match por el Campeonato Mundial Peso Pesado. |
| 14  | Batista           | WrestleMania 21      | 2005 | Ver listaBatista derrotó a Triple H por el Campeonato Mundial Peso Pesado. |
| 15  | Rey Mysterio      | WrestleMania 22      | 2006 | Ver listaMysterio derrotó a Kurt Angle (c) y Randy Orton por el Campeonato Mundial Peso Pesado. |
| 16  | The Undertaker    | WrestleMania 23      | 2007 | Ver listaUndertaker derrotó a Batista por el Campeonato Mundial Peso Pesado. |
| 17  | John Cena         | WrestleMania XXIV    | 2008 | Ver listaCena usó su oportunidad para retar al Campeón de WWE ganada del Rumble en No Way Out ante Randy Orton. Orton retuvo el campeonato al descalificarse. Un Triple Threat match por el Campeonato de WWE se pactó para WrestleMania XXIV, incluyendo a Triple H. Orton logró retener el campeonato. |
| 18  | Randy Orton       | WrestleMania XXV     | 2009 | Ver listaOrton perdió ante Triple H por el Campeonato de WWE. |
| 19  | Edge              | WrestleMania XXVI    | 2010 | Ver listaEdge perdió ante Chris Jericho por el Campeonato Mundial Peso Pesado. |
| 20  | Alberto Del Rio   | WrestleMania XXVII   | 2011 | Ver listaDel Rio perdió ante Edge por el Campeonato Mundial Peso Pesado. |
| 21  | Sheamus           | WrestleMania XXVIII  | 2012 | Ver listaSheamus derrotó a Daniel Bryan por el Campeonato Mundial Peso Pesado en menos de 18 segundos. |
| 22  | John Cena         | WrestleMania 29      | 2013 | Ver listaCena derrotó a The Rock por el Campeonato de WWE. |
| 23  | Batista           | WrestleMania XXX     | 2014 | Ver listaDaniel Bryan derrotó a Triple H en WrestleMania ganándose un lugar en la lucha estelar. Bryan derrotó a Randy Orton (c) y Batista ganando el Campeonato Mundial Peso Pesado de la WWE. |
| 24  | Roman Reigns      | WrestleMania 31      | 2015 | Ver listaRoman Regins defendió con éxito su oportunidad por el título en Fastlane contra Daniel Bryan. Reigns pasó a desafiar a Brock Lesnar por el Campeonato Mundial Peso Pesado de WWE en WrestleMania 31. Durante la lucha en WrestleMania, Seth Rollins cobró su contrato Money in the Bank, convirtiendo la lucha individual entre Reigns y Lesnar a un Triple Threat match. Rollins cubrió a Reigns para ganar el Campeonato Mundial Peso Pesado de WWE. |
| 25  | Triple H          | WrestleMania 32      | 2016 | Ver listaEn 2016, el ganador del Royal Rumble obtendría el Campeonato Mundial Peso Pesado de WWE, donde el entonces campeón Roman Reigns defendió el título entrando #1. Reigns fue eliminado por Triple H, quien luego eliminó a Dean Ambrose para ganar el Royal Rumble y el campeonato. Triple H perdió el título contra Reigns en WrestleMania 32; Reigns ganó la oportunidad tras ganar un Triple Threat match ante Ambrose y Brock Lesnar en Fastlane. |
| 26  | Randy Orton       | WrestleMania 33      | 2017 | Ver listaOrton indicó su intención de luchar por el Campeonato de WWE, pero su compañero y líder de The Wyatt Family Bray Wyatt ganó el Campeonato de la WWE en Elimination Chamber, así que Orton renunció a su oportunidad estelar en WrestleMania debido a su lealtad con Wyatt (kayfabe). Para determinar a un contendiente al título, el Gerente General de SmackDown Daniel Bryan, programó una batalla real de 10 hombres para el 21 de febrero en SmackDown, el cual terminó en un empate entre AJ Styles y Luke Harper y se pactó una revancha entre ambos para el 28 de febrero, y determinar así al contendiente al título, en la que al final ganó Styles. Pero luego casi al finalizar el programa, Orton dijo que su lealtad ante Wyatt era una mentira y que él es el aspirante debido a que ganó Royal Rumble. Los directivos no saben quién debería optar a la lucha titular porque ambos se la han ganado su oportunidad. La semana siguiente en Smackdown se pautó un combate entre Styles y Orton y el ganador sería el retador definitivo en Wrestlemania, al final ganó Orton quien se convirtió en el retador #1 al Campeonato de WWE. Finalmente en Wrestlemania 33, Orton derrotaría a Bray Wyatt |
| 27  | Shinsuke Nakamura | WrestleMania 34      | 2018 | Ver listaNakamura perdió la lucha ante AJ Styles por el Campeonato de la WWE. |
| 28  | Seth Rollins      | WrestleMania 35      | 2019 | Ver listaRollins derrotó a Brock Lesnar por el Campeonato Universal de WWE. |
| 29  | Drew McIntyre     | WrestleMania 36      | 2020 | Ver listaMcIntyre derrotó a Brock Lesnar por el Campeonato de WWE. |
| 30  | Edge              | WrestleMania 37      | 2021 | Ver listaEdge perdió la lucha ante Roman Reigns y Daniel Bryan por el Campeonato Universal de WWE. |
| 31  | Brock Lesnar      | WrestleMania 38      | 2022 | Ver listaLesnar perdió la lucha ante Roman Reigns por el Campeonato Universal de WWE, y por el Campeonato de WWE convirtiendo la lucha en un Winner Take All match. |
| 32  | Cody Rhodes       | WrestleMania 39      | 2023 | Ver listaRhodes perdió la lucha ante Roman Reigns por el Campeonato Universal Indiscutible de WWE. |
| 33  | Cody Rhodes       | WrestleMania XL      | 2024 | Ver listaRhodes derrotó a Roman Reigns por el Campeonato Universal Indiscutible de WWE. |
| 34  | Jey Uso           | WrestleMania 41      | 2025 | Ver lista |

### Récord femenino en WrestleMania
| N.º | Ganadora        | Evento          | Año  | Lucha por el Campeonato |
| --- | --------------- | --------------- | ---- | --- |
| 1   | Asuka           | WrestleMania 34 | 2018 | Ver listaAsuka perdió la lucha ante Charlotte Flair por el Campeonato Femenino de SmackDown. Este fue el fin de la racha invicta de Asuka. |
| 2   | Becky Lynch     | WrestleMania 35 | 2019 | Ver listaOriginalmente, Lynch debió enfrentarse a Ronda Rousey por el Campeonato Femenino de Raw pero debido a que Vince McMahon la suspendió indefinidamente por razones médicas (kayfabe), fue reemplazada por Charlotte Flair. En Fastlane, Lynch derrotó a Flair, reteniendo su oportunidad de luchar en WrestleMania. Posteriormente, Stephanie McMahon determinó que Lynch lucharía por el Campeonato Femenino de Raw de Rousey, y Campeonato Femenino de SmackDown de Flair. Finalmente, Lynch venció a Rousey y Flair, ganando los dos títulos femeninos en la misma lucha. |
| 3   | Charlotte Flair | WrestleMania 36 | 2020 | Ver listaFlair derrotó a Rhea Ripley por el Campeonato Femenino de NXT. |
| 4   | Bianca Belair   | WrestleMania 37 | 2021 | Ver listaBelair derrotó a Sasha Banks por el Campeonato Femenino de SmackDown. |
| 5   | Ronda Rousey    | WrestleMania 38 | 2022 | Ver listaRousey perdió la lucha ante Charlotte Flair por el Campeonato Femenino de SmackDown. |
| 6   | Rhea Ripley     | WrestleMania 39 | 2023 | Ver listaRipley derrotó a Charlotte Flair por el Campeonato Femenino de SmackDown. |
| 7   | Bayley          | WrestleMania XL | 2024 | Ver listaBayley derrotó a Iyo Sky por el Campeonato Femenino de la WWE. |
| 8   | Charlotte Flair | WrestleMania 41 | 2025 | Ver listaFlair perdió ante Tiffany Stratton por el Campeonato de mujeres de WWE |

## Récords y estadísticas
Se muestran los ganadores 

### Récord de victorias
| Luchador(a)     | Año              | Victorias |
| --------------- | ---------------- | --------- |
| Steve Austin    | 1997, 1998, 2001 | 3         |
| Hulk Hogan      | 1990, 1991       | 2         |
| Shawn Michaels  | 1995, 1996       | 2         |
| John Cena       | 2008, 2013       | 2         |
| Batista         | 2005, 2014       | 2         |
| Triple H        | 2002, 2016       | 2         |
| Randy Orton     | 2009, 2017       | 2         |
| Edge            | 2010, 2021       | 2         |
| Brock Lesnar    | 2003, 2022       | 2         |
| Cody Rhodes     | 2023, 2024       | 2         |
| Charlotte Flair | 2020, 2025       | 2         |

#### Ganadores con número de entrada
También se incluye el Royal Rumble femenino.
| No | Año                          |
| -- | ---------------------------- |
| 30 | 2007, 2008, 2016, 2022, 2023 |
| 27 | 1989, 1993, 1994, 2001, 2025 |
| 28 | 2005, 2014, 2019, 2022       |
| 1  | 1995, 2004, 2021             |
| 24 | 1991, 1998, 2000             |
| 3  | 1992, 2021, 2024             |
| 29 | 2003, 2010                   |
| 22 | 2002, 2012                   |
| 19 | 2013, 2015                   |
| 2  | 1999, 2006                   |
| 23 | 1994, 2017                   |
| 25 | 1990, 2018                   |
| 16 | 2020                         |
| 10 | 2019                         |
| 14 | 2018                         |
| 38 | 2011                         |
| 8  | 2009                         |
| 5  | 1997                         |
| 18 | 1996                         |
| 13 | 1988                         |
| 17 | 2020                         |
| 15 | 2024                         |
| 41 | GRR (2018)                   |
| 20 | 2025                         |

#### Mayor tiempo de estancia en el ring en un Royal Rumble
Top 20 individual de mayor tiempo de estancia en un Royal Rumble Masculino. Datos hasta Royal Rumble 2024.
| N.º | Luchador      | Tiempo  | Año        |
| --- | ------------- | ------- | ---------- |
| 1   | Daniel Bryan  | 1:16:05 | GRR (2018) |
| 2   | Gunther       | 1:11:25 | 2023       |
| 3   | Rey Mysterio  | 1:02:12 | 2006       |
| 4   | Chris Benoit  | 1:01:31 | 2004       |
| 5   | Bob Backlund  | 1:01:10 | 1993       |
| 6   | Edge          | 1:00:32 | 2021       |
| 6   | Randy Orton   | 1:00:32 | 2021       |
| 7   | Triple H      | 1:00:15 | 2006       |
| 8   | Chris Jericho | 1:00:13 | 2017       |
| 9   | Ric Flair     | 1:00:02 | 1992       |
| 10  | Roman Reigns  | 59:50   | 2016       |
| 11  | Finn Balor    | 57:38   | 2018       |
| 12  | Mr. McMahon   | 56:38   | 1999       |
| 12  | Steve Austin  | 56:38   | 1999       |
| 13  | Kane          | 53:46   | 2001       |
| 14  | Sheamus       | 52:33   | 2023       |
| 15  | Rick Martel   | 52:17   | 1991       |
| 16  | The Rock      | 51:32   | 1998       |
| 17  | Jey Uso       | 50:50   | 2024       |
| 18  | Chris Jericho | 50:33   | 2016       |
| 19  | Triple H      | 49:55   | 2009       |
| 20  | Dolph Ziggler | 49:47   | 2013       |

(Nota: Negrita, indica que el luchador además, ganó la edición del Royal Rumble.)

#### Mayor tiempo acumulativo en los Royal Rumble
En la lista, se ven solo aquellos que han alcanzado 3 horas y más. Datos hasta el Royal Rumble 2024. En negrita, luchadores bajo contrato con WWE.
| N.º | Luchador             | Tiempo  |
| --- | -------------------- | ------- |
| 1   | Chris Jericho        | 5:01:30 |
| 2   | Cody Rhodes/Stardust | 4:59:14 |
| 3   | Randy Orton          | 4:36:37 |
| 4   | Rey Mysterio         | 4:34:55 |
| 5   | Edge                 | 4:06.34 |
| 6   | Triple H             | 4:00:59 |
| 7   | Sheamus              | 3:42:58 |
| 8   | Shawn Michaels       | 3:42:30 |
| 9   | Kane                 | 3:38:46 |
| 10  | CM Punk              | 3:31:45 |
| 11  | John Cena            | 3:14:03 |
| 12  | Dolph Ziggler        | 3:09:40 |
| 13  | Seth Rollins         | 3:01:19 |

#### Menor tiempo de estancia en el ring en un Royal Rumble
En la lista, se ven solo aquellos que han permanecido 10 segundos o menos. Datos hasta Royal Rumble 2024.
| Luchador         | Tiempo  | Año        |
| ---------------- | ------- | ---------- |
| Santino Marella  | 0:00:01 | 2009       |
| The Warlord      | 0:00:02 | 1989       |
| Sheamus          | 0:00:02 | 2018       |
| No Way Jose      | 0:00:02 | 2019       |
| Mike Kanellis    | 0:00:03 | GRR (2018) |
| Owen Hart        | 0:00:03 | 1995       |
| Mo               | 0:00:03 | 1995       |
| Xavier Woods     | 0:00:03 | 2019       |
| JD McDonagh      | 0:00:03 | 2024       |
| Titus O'Neil     | 0:00:04 | 2019       |
| Bushwhacker Luke | 0:00:04 | 1991       |
| Jerry Lawler     | 0:00:04 | 1997       |
| Titus O'Neil     | 0:00:04 | 2015       |
| Charles Wright   | 0:00:05 | 2013       |
| Ludwig Kaiser    | 0:00:06 | 2025       |
| Gillberg         | 0:00:07 | 1999       |
| The Miz          | 0:00:07 | 2007       |
| MVP              | 0:00:07 | 2010       |
| Baron Corbin     | 0:00:07 | 2023       |
| Adam Rose        | 0:00:08 | 2015       |
| Erick Rowan      | 0:00:08 | 2020       |
| John Morrison    | 0:00:09 | 2020       |

#### Luchadores que no han sido eliminados
En algunos eventos, algunos luchadores no han llegado a ser eliminados por la vía de eliminación por sobre la tercera cuerda, en algunos casos algunos luchadores ni siquiera han ingresado al ring, entre ellos se encuentran los siguientes luchadores:
1. El Royal Rumble de 1991 donde Randy Savage entraba como #18, pero nunca hizo una aparición.
2. El Royal Rumble de 1994 donde Bastion Booger entraba como #25, pero nunca hizo una aparición.
3. El Royal Rumble de 1998 donde Skull entraba como #22, pero nunca hizo una aparición.
4. El Royal Rumble de 2004 donde Spike Dudley entraba como #13, pero mientras ingresaba fue atacado por Kane.
5. El Royal Rumble de 2004 donde Test entraba como #21 pero fue atacado misteriosamente quedando inconsciente y entró Mick Foley en su lugar
6. El Royal Rumble de 2005 donde Scotty 2 Hotty entraba como #15, pero mientras ingresaba fue atacado por Muhammad Hassan.
7. El Royal Rumble de 2008 donde Hornswoggle entraba como #9, pero luego de estar unos minutos bajo el ring, este finalmente entra pero sale bajo la cuerda inferior.
8. El Royal Rumble de 2008 donde Finlay entraba antes que le correspondiese, siendo descalificado; se le había asignado el #27.
9. El Royal Rumble de 2015 donde Curtis Axel entraba como #6, pero mientras ingresaba fue atacado por Erick Rowan.
10. El Royal Rumble de 2018 donde Tye Dillinger entraba como #10, pero mientras ingresaba fue atacado por Kevin Owens y Sami Zayn, ocupando este último el lugar de Dillinger ilegalmente.
11. El Royal Rumble de 2019 donde R-Truth entraba como #30, pero mientras ingresaba fue atacado por Nia Jax.
12. El Royal Rumble de 2023 donde Rey Mysterio entraba como #17, pero nunca hizo una aparición, presuntamente debido a un ataque de parte de Dominik Mysterio previo a su entrada.
13. El Royal Rumble de 2024 donde Carlito entraba como #10, pero durante el combate fue "eliminado" por Bobby Lashley, luego un video en redes sociales se ve como nunca salió por encima de la tercera cuerda.
14. El Royal Rumble de 2025 donde Akira Tozawa entraba como #8, pero mientras ingresaba fue atacado por Carmelo Hayes, siendo reemplazado por IShowSpeed.

#### Mayor cantidad de eliminaciones en un solo Royal Rumble
Top de los luchadores que han logrado más eliminaciones en un solo Royal Rumble, solo aquellos que han logrado 6 eliminaciones o más. Datos hasta Royal Rumble 2025.
| Luchador             | Eliminaciones | Año        |
| -------------------- | ------------- | ---------- |
| Brock Lesnar         | 13            | 2020       |
| Braun Strowman       | 13            | GRR (2018) |
| Roman Reigns         | 12            | 2014       |
| Kane                 | 11            | 2001       |
| Hulk Hogan           | 10            | 1989       |
| Steve Austin         | 10            | 1997       |
| Shawn Michaels       | 8             | 1995, 1996 |
| Steve Austin         | 8             | 1999       |
| Hulk Hogan           | 7             | 1991       |
| Yokozuna             | 7             | 1993       |
| Steve Austin         | 7             | 1998, 2002 |
| Rikishi              | 7             | 2000       |
| The Undertaker       | 7             | 2002       |
| The Great Khali      | 7             | 2007       |
| CM Punk              | 7             | 2011       |
| John Cena            | 7             | 2011       |
| Hulk Hogan           | 6             | 1990       |
| The Ultimate Warrior | 6             | 1990       |
| Sid Justice          | 6             | 1992       |
| Drew McIntyre        | 6             | 2020       |
| AJ Styles            | 6             | 2022       |

#### Mayor cantidad de eliminaciones acumuladas en un Royal Rumble
En negrita, luchadores bajo contrato con WWE.
| N.º | Luchador       | Eliminaciones | Participaciones |
| --- | -------------- | ------------- | --------------- |
| 1   | Kane           | 46            | 20              |
| 2   | The Undertaker | 40            | 11              |
| 3   | Shawn Michaels | 39            | 12              |
| 4   | Braun Strowman | 37            | 8               |
| 5   | Steve Austin   | 36            | 6               |
| 6   | Roman Reigns   | 36            | 7               |
| 7   | Triple H       | 33            | 9               |
| 8   | Brock Lesnar   | 32            | 6               |
| 9   | The Big Show   | 32            | 12              |
| 10  | Randy Orton    | 29            | 12              |

#### Más apariciones en los Royal Rumble
Sólo aquellos que han logrado 10 apariciones o más. Datos hasta Royal Rumble 2024. En negrita, luchadores bajo contrato con WWE.
| Luchador         | N.º | Primero | Más reciente |
| ---------------- | --- | ------- | ------------ |
| Kane             | 20  | 1996    | 2021         |
| Kofi Kingston    | 16  | 2009    | 2024         |
| Dolph Ziggler    | 15  | 2009    | 2022         |
| The Miz          | 14  | 2007    | 2025         |
| Rey Mysterio     | 13  | 2003    | 2025         |
| Goldust          | 13  | 1997    | GRR (2018)   |
| Shawn Michaels   | 12  | 1994    | 2010         |
| Randy Orton      | 12  | 2004    | 2022         |
| The Big Show     | 11  | 2000    | 2017         |
| The Undertaker   | 11  | 1991    | 2017         |
| Chris Jericho    | 11  | 2000    | GRR (2018)   |
| Shelton Benjamin | 11  | 2003    | 2020         |
| Rikishi          | 10  | 1993    | 2004         |
| Mark Henry       | 10  | 1998    | GRR (2018)   |
| Cody Rhodes      | 10  | 2008    | 2024         |

#### Luchadoras en los Royal Rumble masculino
A pesar de que la lucha de Royal Rumble era exclusiva para luchadores hasta 2018, algunas mujeres han ingresado al combate masculino.
| Luchadora    | N.º | Rumble     |
| ------------ | --- | ---------- |
| Chyna        | 2   | 1999, 2000 |
| Beth Phoenix | 1   | 2010       |
| Kharma       | 1   | 2012       |
| Nia Jax      | 1   | 2019       |

### Femeninos

#### Mayor tiempo de estancia en el ring en un Royal Rumble (Femenino)
Top 20 individual de mayor tiempo de estancia en un Royal Rumble Femenino. Datos hasta Royal Rumble 2024.
| N.º | Luchadora       | Tiempo   | Año  |
| --- | --------------- | -------- | ---- |
| 1   | Roxane Pérez    | 01:07:47 | 2025 |
| 2   | Liv Morgan      | 01:07:00 | 2025 |
| 3   | Iyo Sky         | 01:06:45 | 2025 |
| 4   | Bayley          | 1:03:03  | 2024 |
| 5   | Naomi           | 1:02:10  | 2024 |
| 6   | Rhea Ripley     | 1:01:03  | 2023 |
| 6   | Liv Morgan      | 1:01:03  | 2023 |
| 7   | Bianca Belair   | 56:49    | 2021 |
| 8   | Natalya         | 56:01    | 2019 |
| 9   | Sasha Banks     | 54:46    | 2018 |
| 10  | Ember Moon      | 52:23    | 2019 |
| 11  | Charlotte Flair | 50:01    | 2019 |
| 12  | Bianca Belair   | 49:17    | 2025 |
| 13  | Naomi           | 47:39    | 2021 |
| 14  | Bianca Belair   | 47:30    | 2022 |
| 15  | Bayley          | 46:59    | 2025 |
| 16  | Shayna Baszler  | 41:46    | 2021 |
| 17  | Rhea Ripley     | 39:06    | 2021 |
| 18  | Naomi           | 38:04    | 2025 |
| 19  | Liv Morgan      | 37:20    | 2022 |
| 20  | Natalya         | 36:17    | 2022 |

(Nota: Negrita, indica que la luchadora además, ganó la edición del Royal Rumble.)

#### Mayor cantidad acumulativa de eliminaciones en los Royal Rumble (Femenino)
Top de las luchadoras que han logrado más eliminaciones en todos los Royal Rumble que han participado, solo aquellos que han logrado 3 eliminaciones o más. Datos hasta Royal Rumble 2024. En negrita, luchadoras bajo contrato con WWE.
| N.º | Luchadora       | Eliminaciones | Participaciones |
| --- | --------------- | ------------- | --------------- |
| 1   | Nia Jax         | 29            | 5               |
| 2   | Rhea Ripley     | 19            | 5               |
| 3   | Bayley          | 18            | 5               |
| 4   | Charlotte Flair | 16            | 4               |
| 5   | Shayna Baszler  | 15            | 5               |
| 6   | Bianca Belair   | 12            | 4               |
| 7   | Liv Morgan      | 9             | 8               |
| 8   | Michelle McCool | 8             | 3               |
| 8   | Asuka           | 8             | 3               |
| 9   | Becky Lynch     | 7             | 4               |
| 11  | Nikki Bella     | 6             | 2               |
| 11  | Ruby Riott      | 6             | 3               |
| 11  | Sonya Deville   | 6             | 5               |
| 11  | Natalya         | 6             | 7               |
| 15  | Ronda Rousey    | 5             | 1               |
| 15  | Sasha Banks     | 5             | 2               |
| 15  | Alexa Bliss     | 5             | 3               |
| 15  | Dakota Kai      | 5             | 4               |
| 15  | Iyo Sky         | 5             | 4               |
| 15  | Lacey Evans     | 5             | 5               |

#### Mayor tiempo acumulativo en los Royal Rumble
En la lista, se ven solo aquellas que han alcanzado 1 hora y más. Datos hasta el Royal Rumble 2024. En negrita, luchadoras bajo contrato con WWE.
| N.º | Luchadora       | Tiempo  | Participaciones |
| --- | --------------- | ------- | --------------- |
| 1   | Liv Morgan      | 2:58:08 | 8               |
| 2   | Charlotte Flair | 2:36:34 | 5               |
| 3   | Natalya         | 2:34:57 | 8               |
| 4   | Rhea Ripley     | 2:19:07 | 4               |
| 5   | Bianca Belair   | 2:17:39 | 4               |
| 6   | Bayley          | 2:05:05 | 6               |
| 7   | Naomi           | 2:03:19 | 6               |
| 8   | Iyo Sky         | 1:29:34 | 2               |
| 9   | Shayna Baszler  | 1:15:24 | 6               |
| 10  | Roxane Pérez    | 1:07:47 | 3               |
| 11  | Sasha Banks     | 1:04:40 | 2               |
| 12  | Lacey Evans     | 1:02:46 | 3               |

#### Menor tiempo de estancia en el ring en un Royal Rumble
En la lista, se ven solo aquellas que han permanecido 10 segundos o menos. Datos hasta Royal Rumble 2024.
| Luchadora     | Tiempo  | Año  |
| ------------- | ------- | ---- |
| Chelsea Green | 0:00:05 | 2023 |
| Valhalla      | 0:00:05 | 2024 |
| Liv Morgan    | 0:00:08 | 2019 |

#### Luchadoras que no han sido eliminadas
En algunos eventos, algunas luchadoras no han llegado a ser eliminadas por la vía de eliminación por sobre la tercera cuerda, en algunos casos algunas luchadoras ni siquiera han ingresado al ring, entre ellas se encuentran las siguientes luchadoras:
1. El Royal Rumble de 2019 donde Lana entraba como #28, pero mientras ingresaba debido a una lesión en el tobillo izquierdo no pudo competir y Becky Lynch  tomó su lugar.

#### Mayor cantidad de eliminaciones en un Royal Rumble (Femenino)
Top de las luchadoras que han logrado más eliminaciones en un solo Royal Rumble. Datos hasta Royal Rumble 2025.
| Luchadora       | Eliminaciones | Año  |
| --------------- | ------------- | ---- |
| Nia Jax         | 9             | 2025 |
| Bianca Belair   | 8             | 2020 |
| Nia Jax         | 8             | 2024 |
| Shayna Baszler  | 8             | 2020 |
| Rhea Ripley     | 7             | 2021 |
| Rhea Ripley     | 7             | 2023 |
| Bayley          | 7             | 2024 |
| Shayna Baszler  | 6             | 2021 |
| Charlotte Flair | 6             | 2022 |
| Charlotte Flair | 5             | 2019 |
| Michelle McCool | 5             | 2018 |
| Ronda Rousey    | 5             | 2022 |
| Bayley          | 5             | 2023 |
| Dakota Kai      | 5             | 2023 |
| Iyo Sky         | 5             | 2023 |
| Charlotte Flair | 4             | 2020 |
| Nia Jax         | 4             | 2018 |
| Nia Jax         | 4             | 2021 |
| Nikki Bella     | 4             | 2018 |

#### Luchadores en los Royal Rumble femeninos
| Luchador                          | N.º | Rumble |
| --------------------------------- | --- | ------ |
| Santino Marella (Santina Marella) | 1   | 2020   |
| R-Truth                           | 1   | 2024   |

## Datos generales

### Sedes y luchas
- Texas y Florida son los estados que más veces han albergado el Royal Rumble, con un total de seis para cada uno.

- El Royal Rumble con mayor asistencia fue el de 2025, con un aforo de 70,342 personas,[3] realizado en el Lucas Oil Stadium, en Indianápolis (Indiana). En cambio, el Royal Rumble con un número menor de asistentes fue el 1996, con 9,600 personas, en el Selland Arena, en Fresno (California).

- El Royal Rumble 2021 fue la única edición que no contó con público en la arena, debido a la Pandemia de COVID-19.

- El Royal Rumble con el que más luchadores contò fue en el evento Greatest Royal Rumble que contó con 50 personas, superando al del 2011 que fue con 40 personas, mientras que el que menos luchadores tuvo fue el de 1988 que contó sólo con 20 participantes.

- El Royal Rumble más largo fue el Royal Rumble masculino de 2025, con 1:20:15, y el más breve, el de la edición inaugural en 1988, con 33 minutos.

- 2018 en el único año en que hubo tres Royal Rumble, dos en enero (masculino y femenino) y uno en abril (Greatest Royal Rumble).

- De las 38 ediciones, en siete de ellas la batalla real (ya sea el masculino o el femenino) no fue la lucha que cerraba el evento. Esto ocurrió en las ediciones de 1988, 1996, 1997, 1998, 2006, 2013 y 2023.

- El Royal Rumble 2007 es la única batalla real donde los 30 participantes ya estaban previamente confirmados.

- El Royal Rumble 2017 fue el primero donde se alargó el tiempo de ingreso de los luchadores, aumentando de 90 segundos (1.5 minutos) a 120 segundos (2 minutos).

- Royal Rumble 2018 albergó el primer Royal Rumble Match femenino, ganado por Asuka, además de batir el récord de ser el evento de lucha libre con mayor participación de luchadores en la historia, con 83 participantes.

- El Royal Rumble 2015 ha sido la primera batalla real transmitida en vivo y en directo por WWE Network, que perduró hasta la edición de 2024.

- El Royal Rumble 2025 fue la primera batalla real en ser transmitida por Netflix.

- Seis marcas de WWE fueron representadas dentro del Royal Rumble: Raw, SmackDown, ECW, NXT, NXT UK y 205 Live.

- Dos promociones por fuera de WWE fueron representadas en la contienda: Lucha Libre AAA Worldwide y Total Nonstop Action Wrestling/Impact Wrestling.

- Hasta la fecha, sólo se realizaron dos Royal Rumble donde el Campeonato de WWE estaba en juego en el Royal Rumble match del evento. El primero fue en 1992 donde Ric Flair ganó el vacante Campeonato de WWF, y el segundo fue en 2016 donde Roman Reigns defendió el entonces llamado Campeonato Mundial Peso Pesado de WWE ante otros 29 luchadores (siendo también el primero en defender su título en este tipo de lucha), perdiéndolo ante Triple H.

- El Campeonato Mundial Peso Pesado de WWE (la versión de entre 2002 a 2013) y el Campeonato Universal de WWE nunca cambiaron de manos en el evento. Actualmente, ambos cinturones se encuentran desactivados.

### Luchadores
Ganadores
- «Stone Cold» Steve Austin ha sido el que mayor cantidad de veces ha ganado el Royal Rumble match, con un total de 3 victorias.

- «Stone Cold» Steve Austin es el único ganador en salir victorioso en su lucha titular de WrestleMania en dos ocasiones (1998 y 2001). Caso contrario al de Edge, quien fracasó en las dos luchas de WrestleMania que compitió meses después de ganar la contienda.

- Chris Benoit, Asuka, Becky Lynch y Charlotte Flair son los únicos ganadores del Royal Rumble que fueron por otro campeonato que no fuera de su marca anterior. Asimismo, Flair es la primera ganadora que fue por un título que no estaba incluido como objetivo de la ganadora, siendo este el Campeonato Femenino de NXT.

- Cuatro luchadores han ganado el Royal Rumble ingresando en el #1: Shawn Michaels en 1995, Chris Benoit en 2004, Edge en 2021 y Rhea Ripley en 2023.

- Cinco luchadores han ganado el Royal Rumble ingresando en el #30, siendo en este caso The Undertaker en 2007, John Cena en 2008, Triple H en 2016, Brock Lesnar en 2022 y Cody Rhodes en 2023.

- Cuatro luchadores han ganado el Royal Rumble dos veces de manera consecutiva. Ellos son Hulk Hogan (1990-1991), Shawn Michaels (1995-1996), «Stone Cold» Steve Austin (1997-1998) y Cody Rhodes (2023-2024).

- Batista es el primer luchador que ha ganado dos veces el Royal Rumble en años diferentes ingresando con el mismo número (28).

- De los luchadores que ganaron dos veces el Royal Rumble, Brock Lesnar es el único en hacerlo después de haber tanto ganado como perdido una lucha individual horas antes durante el evento, ante Hardcore Holly (2003) y Bobby Lashley (2022), respectivamente.

- Bret Hart fue el primer luchador en ganar la batalla real tras haber sido derrotado previamente en una lucha individual, en 1994.

- Becky Lynch es la única mujer en ganar la batalla real horas después de perder una lucha individual, en 2019.

- Cuatro ganadores del Royal Rumble nunca han ganado un título mundial en toda su carrera en WWE: Jim Duggan, Big John Studd, Lex Luger y Shinsuke Nakamura.

- Existen dos ocasiones en las que el luchador declarado ganador fue en realidad el último luchador eliminado. En la edición de 1997, «Stone Cold» Steve Austin fue eliminado último por Bret Hart, pero regresó al ring en el descuido de los árbitros para eliminar a Hart y consolidarse ganador; mientras que en la edición de 2000, los pies de The Rock tocaron el suelo mientras él y The Big Show fueron arrojados por sobre la tercera cuerda, pero esto no fue revelado sino hasta más tarde.

- Contando contiendas masculinas y femeninas, las entradas que han dado mas ganadores fueron el #30 (The Undertaker en 2007, John Cena en 2008, Triple H en 2016, Brock Lesnar en 2022 y Cody Rhodes en 2023); y el #27 (Big John Studd en 1989, Yokozuna en 1993, Bret Hart en 1994, Steve Austin en 2001 y Charlotte Flair en 2025), con cinco ganadores.

- Un caso inusual es el hecho de que las dos victorias de Edge (31 de enero) y las dos victorias de John Cena (27 de enero) han coincidido en la misma fecha.

- En tres ocasiones, el número ganador se repitió al año siguiente: el #30 dos veces (2007-2008 y 2022-2023) y el #27 una vez (1993-1994).

- El luchador con mayor peso en ganar el Royal Rumble fue Yokozuna (275 kg), en 1993, mientras que el luchador más liviano en ganar fue Rey Mysterio en 2006 (77 kg). En la contienda femenina, las ganadoras más pesadas fueron Bianca Belair y Rhea Ripley (75 kg), y las más livianas fueron Ronda Rousey y Becky Lynch (61 kg).

- El luchador de mayor estatura en conseguir la victoria en la batalla real fue The Undertaker en 2007, con 2,08 m. En cambio, Rey Mysterio ha sido el luchador de menor estatura en ganar, el año anterior en 2006 con 1,68 m. Por el lado femenino, la más alta en ganar fue Charlotte Flair (1,78 m), y la de menor altura fue Asuka (1,68 m).

- En la historia del Royal Rumble, únicamente dos luchadores afrodescendientes han ganado la batalla real: The Rock en 2000 y Bianca Belair en 2021.

- De todos los ganadores, solo diez no fueron estadounidenses: Tres canadienses (Bret Hart, Chris Benoit y Edge), dos japonesas (Shinsuke Nakamura y Asuka), dos irlandeses (Sheamus y Becky Lynch), un mexicano (Alberto Del Río), un británico (Drew McIntyre) y una australiana (Rhea Ripley).

- Japón es el primer país extranjero en contar con ganadores de ambos sexos en un mismo año, cuando Shinsuke Nakamura y Asuka salieron victoriosos en la edición de 2018.

Participaciones
- Veintiséis nacionalidades han sido representadas por los luchadores participantes en toda la historia de Royal Rumble.

- Edge y Kane son los únicos luchadores en participar en cuatro diferentes décadas: 1990, 2000, 2010, 2020.

- El luchador masculino con más participaciones en Royal Rumble es Kane (20), mientras que las luchadora femeninas con más participaciones en Royal Rumble son Natalya y Liv Morgan (8 cada una).

- Dolph Ziggler es el que más apariciones consecutivas tiene en el Royal Rumble con un total de 15 apariciones.

- Kane es el luchador que más veces ha participado en un Royal Rumble sin poder ganarlo ninguna sola vez.

- Chyna (1999-2000), Beth Phoenix (2010), Kharma (2012) y Nia Jax (2019) han sido las únicas mujeres en la historia en participar en el Royal Rumble masculino.

- Chyna, además de ser la primera mujer en participar en una batalla real de hombres, también es la única en participar dos veces consecutivas.

- En contraparte, Santino Marella es el único hombre en haber participado del Royal Rumble femenino, en la edición de 2020 como «Santina Marella».

- Beth Phoenix, Nia Jax y Santino Marella son las únicas personas en participar las batallas reales de ambos sexos. Aunque cabe destacar que Jax es la primera en competir para ambas luchas en un mismo evento (2019).

- Mick Foley es el luchador que más veces ha participado en un solo Royal Rumble participando con sus tres personajes o gimmicks (Mankind, Cactus Jack y Dude Love) en 1998.

- Once luchadores han ganado el primer Royal Rumble en el que participaban: Ronda Rousey, Asuka, Shinsuke Nakamura, Alberto Del Río, Brock Lesnar, Chris Benoit, Vince McMahon, Yokozuna, Big John Studd, Jim Duggan y Lex Luger. En el caso de Duggan y Asuka, coincide que eran los primeros Royal Rumble matches de cada sexo respectivamente de la historia.

- Tres personas han ganado el único Royal Rumble en el que han participado: Big John Studd en 1989, Vince McMahon en 1999 y Ronda Rousey en 2022. Nuevamente, el caso de Studd coincide en que era el primer Royal Rumble.

- Vince McMahon es el luchador más viejo en ganar un Royal Rumble, con 54 años al momento de ganar la edición de 1999; mientras que Brock Lesnar es el ganador más joven hasta la fecha, con 26 años cuando ganó la edición de 2003.

- Asuka es la luchadora más vieja en ganar un Royal Rumble, con 36 años en la edición de 2018; mientras que Rhea Ripley es la ganadora más joven hasta la fecha, con 26 años cuando ganó la edición de 2023.

- Charlotte Flair es la única luchadora que, en todos los Royal Rumble que ha participado, ha quedado entre las últimas tres finalistas.

- Randy Orton es el luchador que más veces ha estado en los últimos cuatro semifinalistas con un total de 8 veces, mientras que Charlotte Flair es la luchadora que más veces lo ha estado, con un total de 5 veces.

- Shawn Michaels y The Undertaker (2007), al igual que Roman Reigns y Rusev (2015), fueron los únicos cuatro luchadores que han sido finalistas en una edición y han comenzado como los dos primeros participantes en la siguiente.

- 46 participantes del Royal Rumble son actuales miembros del WWE Hall of Fame, siendo Edge el único que ha ganado la contienda como miembro del mismo, en 2021.

- Lita es la primera mujer Hall of Famer en ingresar a un Royal Rumble como tal, en la contienda femenina de 2018. El primer hombre en entrar siendo Hall of Famer fue Mark Henry en el Greatest Royal Rumble de ese mismo año.

- Edge es el Hall of Famer con más participaciones (3) ostentando dicho atributo.

- El Royal Rumble femenino de 2022 contó con el mayor numeró de Hall of Famers participantes, con 5 (Lita, Mighty Molly, Ivory, Nikki Bella & Brie Bella).

- Pierroth es el primer luchador que no estaba bajo contrato con WWE en participar en un Royal Rumble, esto sucedió en 1997, entrando con el #9.

- Roxanne Perez, Shotzi Blackheart, Dakota Kai, Candice LaRae, Xia Li y Kairi Sane son las únicas luchadoras que participaron como parte de NXT en dos Royal Rumble consecutivos. Mientras que Toni Storm representó en dos ocasiones consecutivas a NXT UK en 2020 y 2021.

- Jordynne Grace es la primera luchadora de una promoción ajena a WWE en participar dos veces consecutivamente, representando a Total Nonstop Action Wrestling en las contiendas de 2024 y 2025.

- La contienda que más celebridades no luchadoras (ni que lo hayan sido) tuvo fue la de 2022, con la participación del actor Johnny Knoxville y el reguetonero Bad Bunny.

Tiempos
- Daniel Bryan es el que más tiempo ha permanecido luchando en un Royal Rumble de los hombres, con un tiempo de 1:16:05 en el Greatest Royal Rumble 2018. Por su parte Santino Marella, ha sido el que menos tiempo ha permanecido luchando en este evento, fue en el Royal Rumble 2009 con tan solo 1,9 segundos.

- En la batalla femenina, la que más tiempo ha permanecido en una contienda, con un tiempo de 1:07:47, fue Roxanne Perez en el Royal Rumble 2025. Por otro lado, Chelsea Green es la que menos ha durado en el mismo, con un tiempo de 00:05 en la edición de 2023.

- El luchador que menos tiempo ha necesitado para ganar un Royal Rumble fue Brock Lesnar con 2:30 minutos en el Royal Rumble 2022, y el que más tiempo ha permanecido para ganar fue Rey Mysterio con 1:02:12 en Royal Rumble 2006.

- La luchadora que menos tiempo ha permanecido para ganar un Royal Rumble fue Ronda Rousey con 10:16 minutos en el Royal Rumble 2022 y la que más tiempo ha permanecido para ganar fue Bayley con 1:03:03 en el Royal Rumble 2024.

- De los que no consiguieron ganar la lucha, Daniel Bryan es el luchador que más tiempo permaneció en el ring, con un tiempo de 1:16:05 en Greatest Royal Rumble 2018. En el caso de las mujeres, Roxanne Perez es la luchadora que más tiempo permaneció sin ganar la batalla, con 1:07:47 en Royal Rumble 2025.

- Chris Jericho es el luchador que más tiempo ha acumulado de estancia en la Royal Rumble, con un tiempo de 5:01:30. Por el lado femenino la de mayor tiempo acumulado es Liv Morgan con 2:58:08.

- El Royal Rumble 2020 es el evento donde contó con la mayor cantidad de luchadores, tanto de la batalla real masculina como de la batalla real femenina, que han durado menos de un minuto, con un total de 14 luchadores.

Eliminaciones
- 1412 han sido las eliminaciones realizadas entre el Royal Rumble 1988 y el Royal Rumble 2025, incluyendo las batallas femeninas y el evento especial Greatest Royal Rumble.

- Kane ha sido el luchador que más eliminaciones ha realizado en la historia, con un total de 46.

- Rhea Ripley ha sido la luchadora femenina que más eliminaciones ha acumulado, con un total de 20.

- Brock Lesnar y Braun Strowman poseen el récord de mayor cantidad de luchadores eliminados en un solo Royal Rumble con 13 cada uno. Les siguen Roman Reigns que obtuvo 12 eliminaciones, Kane con 11 eliminaciones y Steve Austin con 10 eliminaciones.

- Brock Lesnar es el que más eliminaciones consecutivas logró concretar, con un total de 13 en la edición de 2020.

- Han sido cinco las veces en que una participante mujer acumuló una eliminación en una batalla real masculina. Chyna eliminó a Mark Henry en 1999 y a Chris Jericho en 2000, Beth Phoenix eliminó a The Great Khali en 2010, Kharma eliminó a Hunico en 2012 y Nia Jax eliminó a Mustafa Ali en 2019.

- Braun Strowman es el luchador que más personas tuvo que eliminar para ganar un Royal Rumble, con trece en el Greatest Royal Rumble 2018, mientras que Vince McMahon y Randy Orton son los que menos han tenido que eliminar para ganar, con tan solo a uno en 1999 y 2017 respectivamente.

- X-Pac y Stone Cold Steve Austin han sido los únicos luchadores eliminados (de manera oficial) en volver a entrar al ring, por despiste de los árbitros. X-Pac fue eliminado en el Royal Rumble 2000 por The Rock, pero volvió al cuadrilátero y permaneció hasta que The Big Show lo eliminó finalmente. Austin en el Royal Rumble 1997 fue eliminado originalmente por Bret Hart, pero volvió al ring debido a la distracción de los árbitros con la pelea entre Mick Foley y Terry Funk en el otro lado del ring y permaneció hasta ser el ganador de la batalla, eliminando en último lugar al propio Bret.

- Roman Reigns, en cuatro ocasiones (2014-2017-2018-2020), es el que más veces ha sido el último eliminado.

- El #3 es el que cuenta con más luchadores eliminados en primer lugar (17): Butch Reed, Papa Shango, Bob Backlund, Razor Ramon, Tom Brandi, Golga, Mosh, The Big Boss Man, Daniel Puder, Simon Dean, Santino Marella, Justin Gabriel, Damien Sandow, Rhyno, Sin Cara, The Miz y Grayson Waller.

- El #4 es el que cuenta con más luchadoras eliminadas en primer lugar (2): Mandy Rose y Liv Morgan.

- Santino Marella (2008-2013) y The Miz (2015-2023) son los luchadores que han sido el primer eliminado más de una vez.

- Shane McMahon es quien recibió la eliminación n.º 1000 en la historia de la contienda, a manos de Braun Strowman en el Greatest Royal Rumble 2018.

- Cuatro luchadores se han eliminado a sí mismo en la historia de la lucha: André the Giant (1989), Mil Máscaras (1997), Kane (1999) y Pat McAfee (2024). Primero, la eliminación de André se debe a que se asustó al ver la serpiente de Jake Roberts; después Máscaras saltó desde la tercera cuerda, olvidándose las reglas de la lucha; luego Kane estuvo persiguiendo a sujetos vestidos de blanco provenientes de un asilo; y por último, McAfee falló un movimiento.

- Dos luchadores fueron eliminados por otro que no estaban anunciados para competir en la lucha: Shawn Michaels en 2006 fue eliminado por Shane McMahon, y John Cena lo fue en 2011 por The Miz.

- Hubo cinco ocasiones en que algún luchador que cumplió el requisito de ser eliminado, es decir, tocar con los dos pies el suelo tras ser arrojado por encima de la tercera cuerda, siguió compitiendo. En tres de esas ocasiones con consentimiento de los árbitros presentes:
  - La primera fue en 1992, cuando «Macho Man» Randy Savage saltó por la tercera cuerda para perseguir a Jake «The Snake» Roberts, con quien tenía una encarnizada rivalidad en ese momento. The Undertaker lo reintrodujo en el ring y siguió luchando hasta casi el final, antes de ser eliminado por Sid Justice.
  - La segunda ocasión fue en 1996 cuando Vader fue eliminado del combate, volvió furioso al ring y arrojó por encima de la tercera cuerda a todos los que aún se encontraban en lucha, que fueron repescados, incluido el que sería el ganador final, Shawn Michaels.
  - La tercera ocasión fue en 1997 cuando Stone Cold Steve Austin volvió a la lucha después de haber sido eliminado por Bret Hart. En este caso, los árbitros no vieron su eliminación. Austin ganó aquella edición eliminando finalmente a Hart.
  - La cuarta ocasión fue en 2000, cuando los pies de The Rock tocaron el suelo mientras él y The Big Show se arrojaron entre ellos por sobre la tercera cuerda, siendo los dos últimos luchadores en combate. En este caso, esta situación fue revelada más tarde. Al volver a la lucha, The Rock venció a Big Show y ganó el certamen.
  - Y la quinta ocasión fue en 2005, cuando solo quedaban en combate Batista y John Cena. Ambos luchadores fueron eliminados al mismo tiempo, pero Vince McMahon se personó en el ring y ordenó reiniciar el combate entre ambos en una lucha de muerte súbita que acabó ganando Batista.

Entradas
- En solo una ocasión, los finalistas fueron el primero y el último en entrar, siendo Gunther (#1) y Cody Rhodes (#30) respectivamente, en el Royal Rumble 2023.

- Han sido cuatro ocasiones en las que los primeros dos luchadores que entran al ring se quedaron hasta el final siendo ellos los únicos en empezar y terminar la lucha: Shawn Michaels y The British Bulldog en 1995, Stone Cold Steve Austin y Vince McMahon en 1999, Edge y Randy Orton en 2021 y Rhea Ripley y Liv Morgan en 2023.

- En once ocasiones se sabía quién iba a ser el primer luchador en entrar en la batalla real con antelación: Triple H (1996), Steve Austin (1999), Shawn Michaels (2003), Chris Benoit (2004), The Miz (2012), Dolph Ziggler (2013), CM Punk (2014), Roman Reigns (2016), Brock Lesnar (2020), Edge (2021) y Liv Morgan (2023).

- En ocho ocasiones se sabía quién iba a salir en el #30 con antelación: Duke Droesse (1996), Chyna (1999), X-Pac (2000), Rikishi (2001) Goldberg (2004), R-Truth (2019), Carmella (2019) y Natalya (2021).

- Nueve luchadores han ingresado en el combate con el #1 en más de una ocasión. Ellos son Bret Hart (1988 y 1991), Ric Flair (1993 y 2007), Shawn Michaels (1995 y 2003), Triple H (1996 y 2006), Dolph Ziggler (2010 y 2013), CM Punk (2011 y 2014), The Miz (2012 y 2015), Sasha Banks (2018 y 2022) y Rey Mysterio (2009 y 2025). Todos ellos con dos apariciones.

- Cuatro luchadores han ingresado en la batalla real desde el #30 en más de una ocasión. Ellos son The Undertaker (1997, 2003 y 2007), The Big Show (2009 y 2012), Dolph Ziggler (2015 y 2018) y Shayna Baszler (2020 y 2022).

- Shawn Michaels, Dolph Ziggler y Rey Mysterio han ingresado tres veces en el #1 o #2. Las ediciones fueron en 1995 (#1), 2003 (#1) y 2008 (#2) por parte de Michaels; 2010 (#1), 2013 (#2) y Greatest Royal Rumble (2018) (#2) por parte de Ziggler; y 2006 (#2), 2009 (#1) y 2025 (#1) por parte de Mysterio.

- Doce luchadores han tenido la particularidad de haber ingresar tanto en la primera posición como en la última: 
  - Ted DiBiase Sr. entró como el #30 en la edición de 1989 y como el #1 al año siguiente.
  - Crush entró como el #30 en la edición de 1995 y como el #1 en la edición de 1997.
  - Triple H entró como el #1 en las ediciones de 1996 y 2006; y como el #30 en la edición de 2016.
  - Rikishi entró como el #30 en la edición de 2001 y como el #1 al año siguiente.
  - Ric Flair entró como el #1 en las ediciones de 1993 y 2007; y como el #30 en la edición de 2005.
  - The Undertaker entró como el #30 en las ediciones de 1997, 2003 y 2007; y como #1 en la edición de 2008.
  - Rey Mysterio entró como el #1 en las ediciones de 2009 y 2025; y como el #30 en la edición de 2014.
  - Dolph Ziggler entró como el #1 en las ediciones de 2010 y 2013; y como el #30 en las ediciones de 2015 y 2018.
  - Roman Reigns entró como el #1 en la edición de 2016 y como el #30 al año siguiente.
  - Randy Orton entró como el #30 en la edición de 2006 y como el #1 en la edición de 2021.
  - Brock Lesnar entró como el #1 en la edición de 2020 y como el #30 en la edición de 2022.
  - Natalya entró como la #30 en la edición de 2021 y como la #1 en la edición de 2024.

Campeones titulares
- En cuatro ocasiones, un campeón mundial masculino participó de la batalla: Randy Savage en 1989, Hulk Hogan en 1990, Roman Reigns en 2016 y Brock Lesnar en 2020; estos dos últimos entrando en la primera posición, siendo todos poseedores del Campeonato de WWE.

- En una sola ocasión, una campeona mundial femenina participó de la contienda: Charlotte Flair, siendo Campeona Femenina de SmackDown en la batalla real de 2022.

- Mickie James es la primera luchadora que entra con un campeonato no perteneciente a WWE, siendo en ese momento la Campeona de Knockouts de Impact Wrestling en 2022.

- Joe Hendry es el primer luchador que entra siendo Campeón Mundial de una promoción ajena a WWE, siendo Campeón Mundial de TNA, en la contienda de 2025, entrando en la posición #15.